# 仏御前

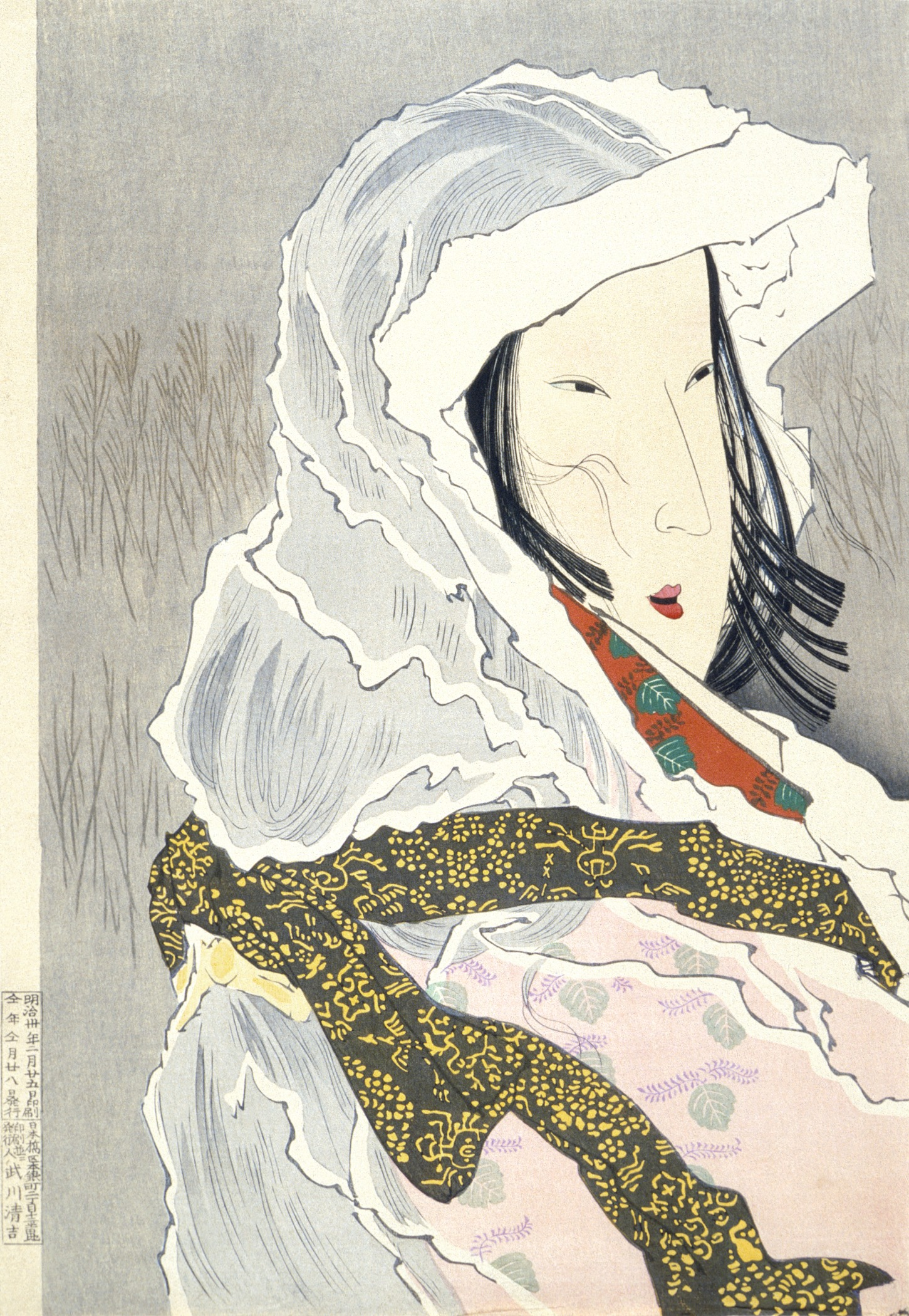
仏御前（小林清親画『古代模様』）

仏御前（ほとけごぜん）は、平安時代末期の『平家物語』の妓王説話を扱った節に登場する白拍子。原平家と呼ばれる古本には妓王の話はなく、13世紀中頃にその逸話が挿入されるようになったと見られている。このため諸本によって挿入される箇所はまちまちである。

## 平家物語における仏御前
『平家物語』一方本における仏御前のあらましは以下の通りである。平家の棟梁である平清盛は、妓王（祇王）という白拍子を寵愛していた。妓王が清盛に仕えて三年後、16歳の仏御前が清盛の前で舞いたいと申し出てきた。清盛は不快に思い、「祇王があらん所へは、神ともいへ、ほとけともいへかなうまじきぞ」と言い、仏御前を追い返そうとした。しかし妓王がとりなしたため次のような今様を歌い、舞を一指し舞った。
清盛はたちまち仏御前に夢中になり、妓王は清盛邸を追い出されることとなった。妓王は涙に暮れ、「萌え出づるも 枯るるも同じ 野辺の草 いづれか秋に あはで果つべき」という歌を障子に書き付けて屋敷を出た。その後妓王は仏御前を慰めるためとして、清盛の屋敷に呼び出されて舞を舞わされた。屈辱に耐えかねた妓王は母の刀自と妹の妓女とともに出家し、往生を願って念仏三昧の日を送る。
ある夜、妓王のもとに尼姿となった17歳の仏御前が訪れる。妓王の残した歌により、この世の栄華は儚いと悟り、清盛の寵愛を振り捨てて出家の道を選んだのだという。妓王は旧怨を捨てて仏御前を迎え入れた。四人はその後往生の素懐を遂げ、長講堂の過去帳に書き入れられた。

## 仏御前の伝承
加賀国には仏御前の生涯にまつわるさまざまな伝承が存在している。『平家物語』のうち語り本系には仏御前が加賀国出身であるという記述があるなど、加賀国と仏御前の関連は古くから伝えられていた。世阿弥作とされる謡曲「仏原」は、加賀国に帰った仏御前の霊が、旅僧によって供養されるという話であり、世阿弥が加賀国の伝承を伝え聞いた可能性はある。
加賀国の原村（現石川県小松市原町）はかつて仏原（仏が原、仏の原）と呼ばれ、乾漆像の仏御前像が伝承されている。宝永年間に仏原の住民によって書かれた『仏御前事蹟記』では、仏御前が清盛から授けられた阿弥陀如来の木像を持って仏原に帰郷し、善知識として慕われ、極楽往生を遂げたとされる。
仏御前像とともに伝来する「仏御前影像略縁起」では、以下のような仏御前の略歴が書かれている。永暦元年1月15日（1160年2月23日）、原村に生まれる。父の白河兵太夫は、原村の五重塔に京より派遣された塔守である。なお、この五重塔は、花山法皇が那谷寺に参詣した折、原村が、百済より渡来した白狐が化けた僧侶が阿弥陀経を唱えたことから弥陀ヶ原と呼ばれ、原村になったというエピソードと、原村の景観に感動し建立したものである。現在は五重塔址のみが残っている。幼少期から仏教を信心したことから「仏御前」と呼ばれる。承安4年（1174年）に京都に上京し、叔父の白河兵内のもとで白拍子となる。その後、京都で名を挙げ、清盛の屋敷に詰め寄る。安元3年 / 治承元年（1177年）に清盛の元を離れ出家し、自らを報音尼と称して嵯峨野にある往生院（祇王寺）に入寺する。往生院には仏御前の登場により清盛から離れた妓王と妹の妓女、姉妹の母がおり、共に仏門に励んだ。その時点で彼女は清盛の子を身ごもっており、尼寺での出産を憚り故郷の加賀国へ向かう。その途中、白山麓木滑（きなめり）の里において清盛の子を産むが、死産。治承2年（1178年）には帰郷し、治承4年8月18日（1180年9月9日）に死去した。
『加能越三州地理志稿』や一部の口承では、何者かによって殺害されたとされる。小松市に在住していた作家の森山啓は、男たちが恋い慕ったために女衆の嫉妬を買って殺されたという伝説があるという記述を残しているが、どのような経路から入手したかは不明である。

## 関連作品
映画
- 壇の浦夜枕合戦記（1977年、日活） - 演：田島はるか

テレビドラマ
- 新・平家物語（1972年、NHK大河ドラマ） - 演：長谷川澄子
- 雪の華（1982年、TBS） - 演：広瀬順子
- 平清盛（2012年、NHK大河ドラマ） - 演：木村多江

舞台
- 清盛と仏御前（1916年） - 演：松井須磨子